# ワシントン・ナショナルズ (1872年)
ここでは1872年にアメリカ合衆国ワシントンD.C.で活動していた、ワシントン・ナショナルズ（Washington Nationals）について記述する。

## 球団史

### 創設～プロ化以前
ワシントンD.C.では、1859年にホワイトハウスの職員で構成された「ポトマック・クラブ」と「ナショナルズ」という2つのチームが結成された。両チームはホワイトハウスの裏庭で練習をし、交流試合もしていたのだが、当時はポトマック・クラブの方が実力があり、ナショナルズはことごとく敗れていた。その後南北戦争の勃発に伴いポトマック・クラブが消滅するが、ナショナルズは熱心なワシントンの野球ファンの要望にこたえチームを存続させた。
1865年には当時の強豪チームだったフィラデルフィアのアスレチック・クラブと、ブルックリンのアトランティック・クラブを招待し試合を行っている。両試合とも大敗したナショナルズだったが、6000人もの観客を集めた。1866年からはフィラデルフィアやニューヨークのクラブと対戦する巡業も行うようになり、翌1867年7月に行った巡業では、ロックフォードのフォレストシティ・クラブ（後のロックフォード・フォレストシティーズ）に敗れたものの、プロ化する前のシンシナティ・レッドストッキングス（同年レッドストッキングスが敗戦したのはこの試合だけである）に勝利するなど、9勝1敗の成績を残した。

### プロ化以降
1871年にプロの野球リーグ「ナショナル・アソシエーション」が誕生した際、ワシントンD.C.からリーグに加盟したのは新たに結成されたワシントン・オリンピックスの方だった。ナショナルズは1872年に、オリンピックスの後を追ってリーグに加盟。監督には当時21歳だったジョー・ミラーを起用し、前年オリンピックスの控え投手だったビル・ステアーンズを加入させて臨んだ。しかし戦績は0勝11敗で、プロのリーグでは一度も勝利することなくチームは破綻してしまう。同年オリンピックスの方は2勝を挙げているが、2勝ともナショナルズから挙げたものである。

## 戦績
| 年度   | リーグ | 試合 | 勝利 | 敗戦 | 勝率 | 順位 | 監督           | 本拠地            |
| ------ | ------ | ---- | ---- | ---- | ---- | ---- | -------------- | ----------------- |
| 1872年 | NA     | 11   | 0    | 11   | .000 | 11位 | ジョー・ミラー | Nationals Grounds |

## 所属した主な選手
- ポール・ハインズ：打率・打点・本塁打の打撃三冠を史上初めて獲得した選手。
- ビル・ステアーンズ：前年にオリンピックスから移籍、11試合全てを投げた。

## 主な球団記録
- 最多安打：15（ホリー・ホリングスヘッド）
- 最多打点：9（ジョー・ドイル）